# Jack Antonoff
Jack Michael Antonoff (Bergenfield, 31 maart 1984) is een Amerikaanse zanger, liedjesschrijver, multi-instrumentalist en muziekproducent. Antonoff is op dit moment de leadzanger van de band Bleachers en een gitarist en drummer in de band Fun.. Antonoff heeft daarnaast muziek geschreven met en geproduceerd voor onder andere Lana Del Rey, Lorde, St. Vincent en Taylor Swift. Hij is in het bezit van vijf Grammy Awards: twee voor zijn werk met fun., twee voor zijn werk aan Swifts albums, 1989 en folklore en een voor het schrijven van de titeltrack van St. Vincents Masseducation.

## Biografie
Antonoff groeide op in New Milford in New Jersey. Tijdens zijn middelbareschooltijd begon Antonoff met vrienden muziek te maken. Toen hij 14 jaar was richtte hij met een vriend de punk rock band Outline op. Ze speelden op schoolevenementen, maar gingen ook op tour door de rest van de Verenigde Staten. De band was echter niet bijzonder succesvol. Toen Antonoff achttien was, overleed zijn jongere zus aan de gevolgen van een hersentumor.

### Carrière

#### Bands
Nadat Antonoff en zijn vrienden hun middelbare school hadden afgerond, viel Outline uit elkaar. Antonoff richtte echter al snel een nieuwe band op, genaamd Steel Train, waarvan hij de zanger werd. Hier sloten zijn de oude bandleden van Outline zich uiteindelijk opnieuw bij aan. Met Steel Train wist Antonoff een contract te krijgen bij een platenlabel. De band bracht drie albums uit tussen 2005 en 2010 en had redelijk succes. Zo traden ze op bij Late Show with David Letterman en Late Night with Conan O'Brien. In 2013 ging de band uit elkaar.

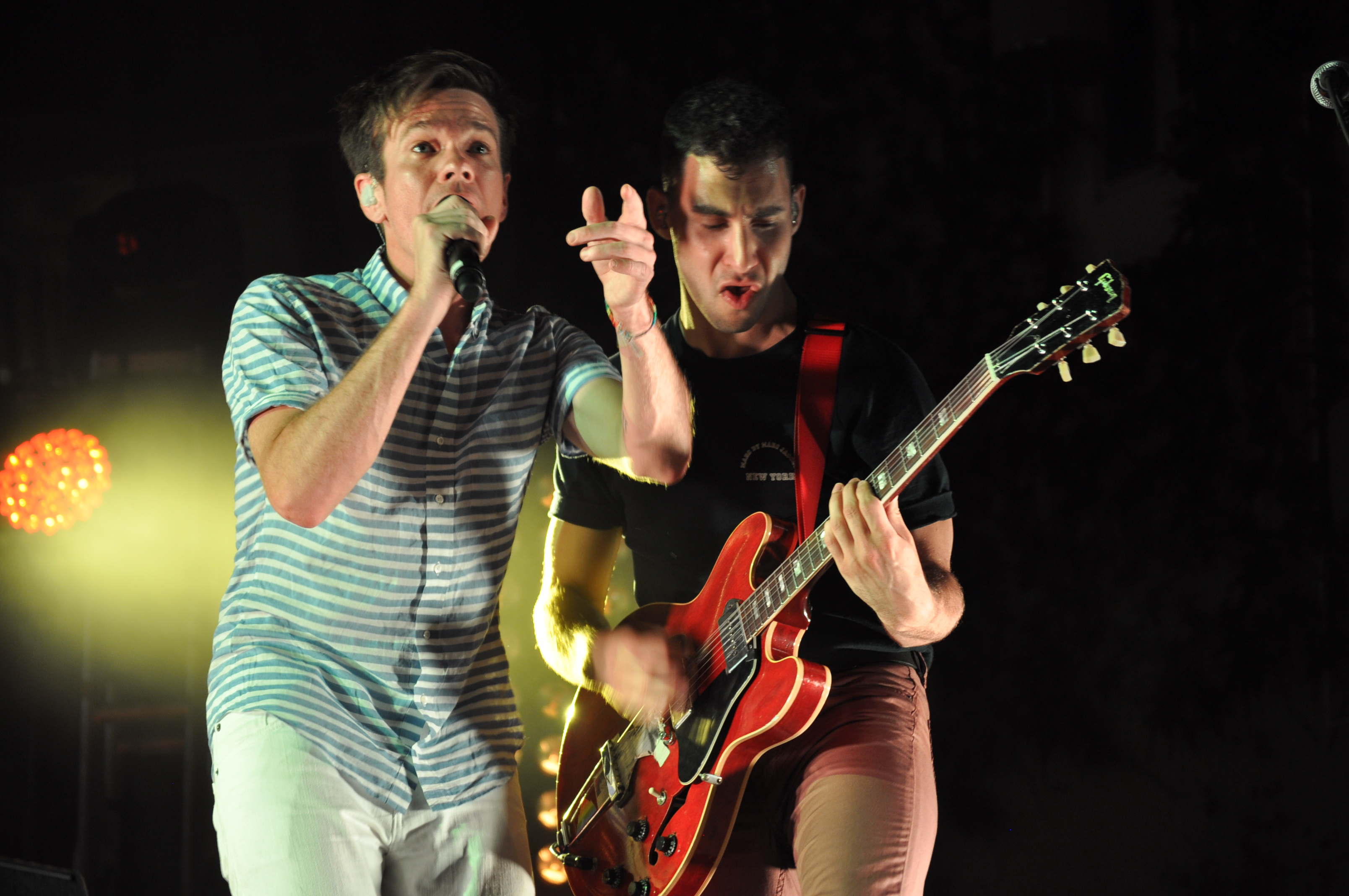
Antonoff met Nate Ruess tijdens een optreden van Fun.

Ondertussen was Antonoff al betrokken bij een nieuwe band. Nate Ruess, wiens band The Format ermee ophield, begon in 2008 een nieuwe band genaamd fun. en vroeg onder andere Antonoff om lid te worden. De band bracht zijn eerste album, Aim and Ignite, uit in 2009, maar brak door met zijn tweede album, Some Nights. De eerste single van het album, 'We Are Young' (samen met Janelle Monaé) werd gecoverd door de cast van de tv-serie Glee en brak daarna door zowel in de Verenigde Staten als wereldwijd. De single stond zes weken aan de top van de Amerikaanse hitlijst Billboard Hot 100 en bereikte ook de eerste positie in verschillende andere landen waaronder Australië en Mexico. In 2013 won 'We Are Young' de Grammy Award voor het beste nummer en won fun. zelf de prijs voor de beste nieuwe artiest. Eind 2013 bracht fun. een ep uit, genaamd Before Shane Went to Bangkok: fun. Live in the USA. In 2015 kondigde de band aan dat de bandleden zich een tijd op hun eigen werk wilde focussen.
Na het succes van fun. begon Antonoff zijn eigen band, Bleachers. De naam verwijst naar een donkere zijde van een jeugd in een voorstad en is geïnspireerd door films van John Hughes. Antonoff begon te werken aan muziek voor Bleachers toen hij op tour was met fun. en maakte de muziek af toen hij terug keerde naar New Jersey. In 2014 bracht de band zijn eerste muziek uit met het album Strange Desire en de single 'I Wanna Get Better'. Het album behaalde een elfde positie in de Billboard 200 en Rolling Stone noemde 'I Wanna Get Better' een van de beste 50 nummers van 2014. Antonoff bracht met Bleachers een tweede album, genaamd Gone Now, uit in 2017. Het album ging volgens hem over het verlaten van het ouderlijk huis (wat hij deed op zijn 27e) en hoe je niet alles uit je jeugd kunt meenemen naar een volgende fase in je leven.
In 2018 produceerde Antonoff de soundtrack voor de film Love, Simon. Op deze soundtrack was ook Bleachers te horen met onder andere twee nummers van Strange Desire ('Wild Heart' en 'Rollercoaster') en het nieuwe nummer 'Alfie's Song (Not So Typical Love Song). Nadat Antonoffs relatie met Lena Dunham strandde, begon hij te werken aan het derde album voor Bleachers. Het album maakte hij af tijdens de coronapandemie. Volgens Antonoff probeerde hij en zijn band het gevoel van een toer over te brengen in het album in een tijd waarin touren met een band onmogelijk was. Waar de eerste twee albums van Bleachers inspiratie haalden uit de muziek uit de jaren '80, werd het derde album, Take the Sadness Out of Saturday Night, geïnspireerd door Bruce Springsteen. Het album kwam uit in 2021 en Springsteen zelf was ook te horen op het album. Antonoff heeft verlies, met name het verlies van zijn jongere zus, beschreven als een grote inspiratiebron voor de muziek die hij met Bleachers maakt.

#### Muziek schrijven en produceren
Rond 2012 kreeg Antonoff interesse in het schrijven van nummers met andere artiesten, maar het was lastig om dit voor elkaar te krijgen omdat hij nog geen ervaring had op dit gebied (buiten zijn bands). Uiteindelijk wist hij een samenwerking met Carly Rae Jepsen te regelen. Met haar schreef hij het nummer 'Sweetie' dat op de deluxe versie van haar album Kiss kwam. Zijn eerste echte succes als schrijver kwam een jaar later. Via Sara van Tegan and Sara ontmoette hij Sara Bareilles met wie hij het nummer 'Brave' schreef. Ook schreef hij met Taylor Swift het nummer 'Sweeter Than Fiction' voor de soundtrack van de film One Chance. Dit nummer werd genomineerd voor een Golden Globe. Van 2014 tot 2016 werkte hij met verschillende mensen, waaronder Christina Perri, Sia, Troye Sivan, en Fifth Harmony. Daarnaast droeg hij bij aan Swifts vijfde studioalbum 1989. Hij schreef drie nummers met Swift voor het album, waaronder de single 'Out of the Woods'. Tijdens deze samenwerking moedigde Swift hem aan om ook de rol van producer op te nemen. Voor zijn schrijf- en productierol op 1989 won Antonoff de Grammy voor Album of the Year.
In 2017 beleefde Antonoff zijn doorbraak aan schrijver en muziekproducent. Voor het eerst werkte hij mee aan een volledig album, namelijk Melodrama van Lorde. Daarnaast schreef en produceerde hij vier nummers voor St. Vincents album Masseducation, zes nummers voor Swifts album reputation en twee nummers voor P!nks album Beautiful Trauma. Voor de titeltrack van Masseducation wonnen Antonoff en Annie Clark (St. Vincents echte naam) een Grammy Award voor het beste rocknummer. Na zijn doorbraak werkte Antonoff vaker met artiesten aan een volledig album. Hij werkte onder andere aan Lana del Reys Norman Fucking Rockwell (2019), Chemtrails over the Countryclub (2021) en Did You Know That There's a Tunnel Under Ocean Blvd (2023) en The Chicks' Gaslighter (2020). Ook werkte hij opnieuw met Lorde op Solar Power (2021) en met St. Vincent op Daddy's Home (2021).
Met Swift werkte hij nog aan zeven andere albums; hij schreef en produceerde nummers met haar voor haar albums Lover (2019), folklore (2020) en evermore (2020). Daarnaast produceerde hij in totaal zeven nummers van de nieuwe opnames van Swifts albums, Fearless, Red en Speak Now, die uitkwamen in 2021 en 2023. Antonoff was sterk betrokken bij Swifts tiende studioalbum Midnights. Hij produceerde alle dertien nummers op de standaardeditie en schreef mee aan elf van deze nummers. Ook verscheen hij in de videoclip voor het nummer 'Bejeweled'. Voor folklore won Antonoff een tweede Grammy Award voor Album of the Year. Bij de uitreiking trad hij met Swift en coproducent, Aaron Dessner, op met een medely van nummers van folklore en evermore. Het jaar erna ontving Antonoff opnieuw een nominatie voor Album of the Year bij de Grammy Awards, namelijk voor evermore, maar verzilverde deze niet.
In 2022 werkte Antonoff aan het vijfde album van Florence + the Machine, Dance Fever en aan het vijfde album van The 1975, Being Funny in a Foreign Language. Daarnaast produceerde hij de soundtrack voor de film Minions: The Rise of Gru.
Volgens The Atlantic breidde Antonoff tijdens deze samenwerkingen zijn geluid als producent uit. De samenwerkingen op 1989 en Melodrama waren, net als de eerste twee albums van Bleachers, vaak geïnspireerd door muziek uit de jaren '80. Vanaf 2019 begon Antonoff zijn muziekpalet uit te breiden naar ballads en hiphopnummers. Antonoff werd in 2019, 2020, 2021 en 2022 genomineerd voor de Grammy Award voor niet-klassieke producer. Hij won de prijs twee keer, bij de 64e en 65e Grammy Awards.

### Persoonlijk
Antonoff had van 2012 tot 2018 een relatie met actrice en schrijfster, Lena Dunham. Vanaf 2021 heeft hij een relatie met actrice Margaret Qualley. Antonoff heeft aangegeven smetvrees te hebben en medicatie te nemen om angst tegen te gaan.

## Prijzen en nominaties
Antonoff is in het bezit van acht Grammy Awards en ontving een Golden Globenominatie voor 'Sweeter than Fiction'.
| Prijs            | Jaar | Genomineerde/ werk                      | Categorie                                  | Resultaat   |
| ---------------- | ---- | --------------------------------------- | ------------------------------------------ | ----------- |
| Golden Globe     | 2014 | 'Sweeter than Fiction'                  | Golden Globe voor beste originele nummer   | Genomineerd |
| Gracie Awards    | 2021 | Folklore: The Long Pond Studio Sessions | Grand Award voor Special or Variety        | Gewonnen    |
| Grammy Awards    | 2013 | Fun.                                    | Beste nieuwe artiest                       | Gewonnen    |
| Grammy Awards    | 2013 | 'We Are Young'                          | Opname van het jaar                        | Genomineerd |
| Grammy Awards    | 2013 | 'We Are Young'                          | Lied van het jaar                          | Gewonnen    |
| Grammy Awards    | 2013 | 'We Are Young'                          | Beste vertolking door een pop duo of groep | Genomineerd |
| Grammy Awards    | 2013 | Some Nights                             | Beste popalbum (vocaal)                    | Genomineerd |
| Grammy Awards    | 2013 | Some Nights                             | Album van het jaar                         | Genomineerd |
| Grammy Awards    | 2016 | 1989                                    | Album van het jaar                         | Gewonnen    |
| Grammy Awards    | 2018 | Melodrama                               | Album van het jaar                         | Genomineerd |
| Grammy Awards    | 2018 | 'I Don't Wanna Live Forever'            | Beste nummer geschreven voor visuele media | Genomineerd |
| Grammy Awards    | 2019 | Masseducation                           | Beste alternatieve album                   | Genomineerd |
| Grammy Awards    | 2019 | 'Masseducation'                         | Beste rocknummer                           | Gewonnen    |
| Grammy Awards    | 2020 | Norman Fucking Rockwell!                | Album van het jaar                         | Genomineerd |
| Grammy Awards    | 2020 | 'Normal Fucking Rockwell                | Lied van het jaar                          | Genomineerd |
| Grammy Awards    | 2020 | Zichzelf                                | Producer van het jaar, niet-klassiek       | Genomineerd |
| Grammy Awards    | 2021 | Folklore                                | Album van het jaar                         | Gewonnen    |
| Grammy Awards    | 2021 | Zichzelf                                | Producer van het jaar, niet klassiek       | Genomineerd |
| Grammy Awards    | 2022 | Zichzelf                                | Producer van het jaar, niet klassiek       | Gewonnen    |
| Grammy Awards    | 2022 | Evermore                                | Album van het jaar                         | Genomineerd |
| Grammy Awards    | 2022 | Daddy's Home                            | Beste alternatieve album                   | Gewonnen    |
| Grammy Awards    | 2023 | Zichzelf                                | Producer van het jaar, niet klassiek       | Gewonnen    |
| Satellite Awards | 2018 | 'I Don't Wanna Live Forever             | Beste originele nummer                     | Genomineerd |
| Satellite Awards | 2019 | 'Strawberries & Cigarettes'             | Beste originele nummer                     | Genomineerd |

## Discografie
Outline
- Outline (2000)
- 6 Song Demo (2000)
- A Boy Can Dream (2001)

Steel Train
- For You My Dear (2003)
- Twilight Tales from the Prairies of the Sun (2005)
- Trampoline (2007)
- Steel Train is Here (2009)
- Steel Train (2010)

Fun.
- Aim and Ignite (2009)
- Some Nights (2012)

Bleachers
- Strange Desire (2014)
- Gone Now (2017)
- Take the Sadness Out of Saturday Night (2021)

Red Hearse
- Red Hearse (2019)

Soundtracks
- Love, Simon (2018)

Als producer
- The Chicks - Gaslighter (2020)
- Clairo - Sling (2021)
- Florence + The Machine - Dance Fever (2022)
- Lana del Rey - Norman Fucking Rockwell! (2019), Violet Bent Backwards over the Grass (2020), Chemtrails over the Countryclub (2021), Did You Know That There's a Tunnel Under Ocean Blvd (2023)
- Lorde - Melodrama (2017), Solar Power (2021)
- Kevin Abstract - Arizona Baby (2019)
- St. Vincent - Masseducation (2017), Daddy's Home (2021)
- Taylor Swift - 1989 (2014), reputation (2017), Lover (2019), folklore (2020), evermore (2020), Fearless (Taylor's Version) (2021), Red (Taylor's Version) (2021), Midnights (2022), Speak Now (Taylor's Version) (2023)
- The 1975 - Being Funny in a Foreign Language (2022)

- Gemeinsame Normdatei: 1266046828
- International Standard Name Identifier: 0000 0003 7242 2213
- Library of Congress Control Number: no2018017164
- MusicBrainz: 1155a7a9-a7b4-46ba-ba27-6b6c98be487e
- Système universitaire de documentation: 186269870
- Virtual International Authority File: 316748820
- WorldCat: E39PBJpyqFp8FW4kdRdqm9wV4q